# ロッカフォルテ・リーグレ
ロッカフォルテ・リーグレ（伊: Roccaforte Ligure）は、イタリア共和国ピエモンテ州アレッサンドリア県にある、人口約100人の基礎自治体（コムーネ）。

## 地理

### 位置・広がり
| 隣接するコムーネは以下の通り。括弧内のGEはジェノヴァ県所属を示す。 - ボルゲット・ディ・ボルベーラ - カンタルーポ・リーグレ - グロンドーナ - イーゾラ・デル・カントーネ (GE) - モンジャルディーノ・リーグレ - ロッケッタ・リーグレ |

### 地震分類
イタリアの地震リスク階級 (it) では、3 に分類される
。

## 行政

### 分離集落
ロッカフォルテ・リーグレには、以下の分離集落（フラツィオーネ）がある。
- Avi, Barca, Borassi, Camere Vecchie, Campo dei Re, Chiappella, Chiesa di Rocca, Corti, Ricò, Riva, San Martino, Villa